# كريس هورتون
كريس هورتون (بالإنجليزية: Chris Horton)‏ هو لاعب كرة قدم أمريكية أمريكي، ولد في 29 ديسمبر 1984 في لوس أنجلوس في الولايات المتحدة.

## وصلات خارجية
- كريس هورتون على موقع مرجع كرة القدم المحترفة.كوم (الإنجليزية)
- كريس هورتون على موقع كلية كرة القدم في سبورتس رفرنس.كوم (الإنجليزية)